# Eupithecia lactibasis
Eupitecia lactibasis es una especie de polilla de la familia Geometridae. La especie fue descrita por primera vez por Hiroshi Inoue habiendo sido descrita en 1987, con distribución en el Nepal e India. El holotipo de la especie fue descrita en Darjeeling a una altitud de 2050 metros (6725,7 pies). Tiene gran parecido con otra especie de Nepal, Eupithecia lineisdistincta. Por su morfología genital, pertenece al grupo de especies Eupithecia haworthiata. Es una polilla mediana con una envergadura de 24 milímetros (0,9 plg), la especie de mayor tamaño de su grupo de especies. Sus alas anteriores son blanquecinas, de ahí su nombre. 